# Pão folha

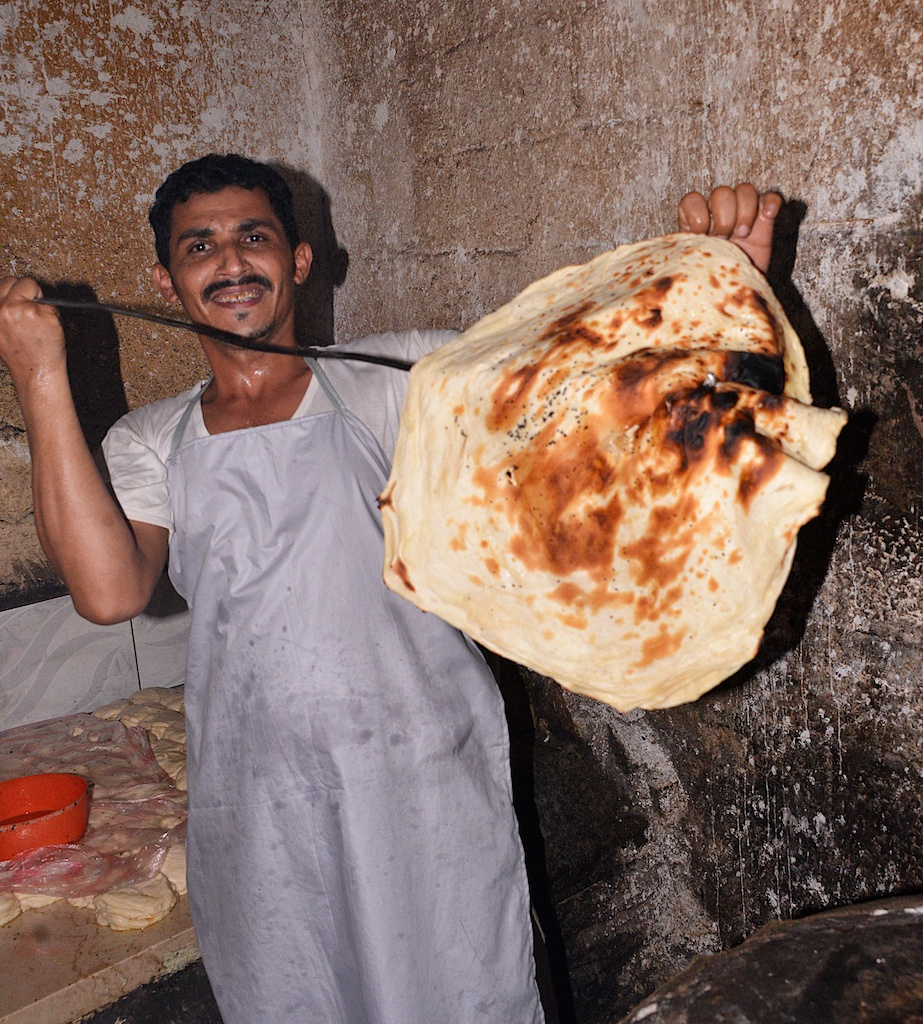
Um pão folha em Al Hudaydah, no Iêmen.

Pão folha, também conhecido como pão achatado, é a designação usada no Brasil para designar o pão produzido a partir de farinha, à qual se adicionam água, leite, iogurte ou outro líquido, sendo a massa posteriormente achatada e assada. Nalguns casos, a massa leva levedura, noutros não. São exemplos de pão folha a apas indianas ao lavash arménio, incluindo o pão pita e o knäckebröd sueco.